# Вольфграмм, Михаэль
Михаэль Вольфграмм (нем. Michael Wolfgramm; род. 8 марта 1953, Шверин) — немецкий гребец, выступавший за сборную ГДР по академической гребле в середине 1970-х годов. Чемпион летних Олимпийских игр в Монреале.

## Биография
Михаэль Вольфграмм родился 8 марта 1953 года в городе Шверин, ГДР. Проходил подготовку в Берлине в столичном спортивном клубе «Динамо».
Наибольшего успеха в своей спортивной карьере добился в сезоне 1976 года, когда вошёл в основной состав восточногерманской национальной сборной и удостоился права защищать честь страны на летних Олимпийских играх в Монреале — был вызван в команду на коротком уведомлении, не имея за спиной больших побед. В составе экипажа, куда также вошли гребцы Вольфганг Гюльденпфеннинг, Рюдигер Райхе и Карл-Хайнц Бусерт, занял первое место в мужских парных четвёрках и тем самым завоевал золотую олимпийскую медаль. За это выдающееся достижение по итогам сезона был награждён орденом «За заслуги перед Отечеством» в серебре.
Несмотря на успех на монреальской Олимпиаде, Вольфграмм в дальнейшем больше не показывал сколько-нибудь значимых результатов на международной арене.